# Villa Menafoglio Litta Panza
Villa Menafoglio Litta Panza, o Villa Orrigoni Menafoglio Litta Panza, è una villa situata a Biumo Superiore, quartiere della città italiana di Varese. È nota per la sua collezione d'arte contemporanea.

## Storia

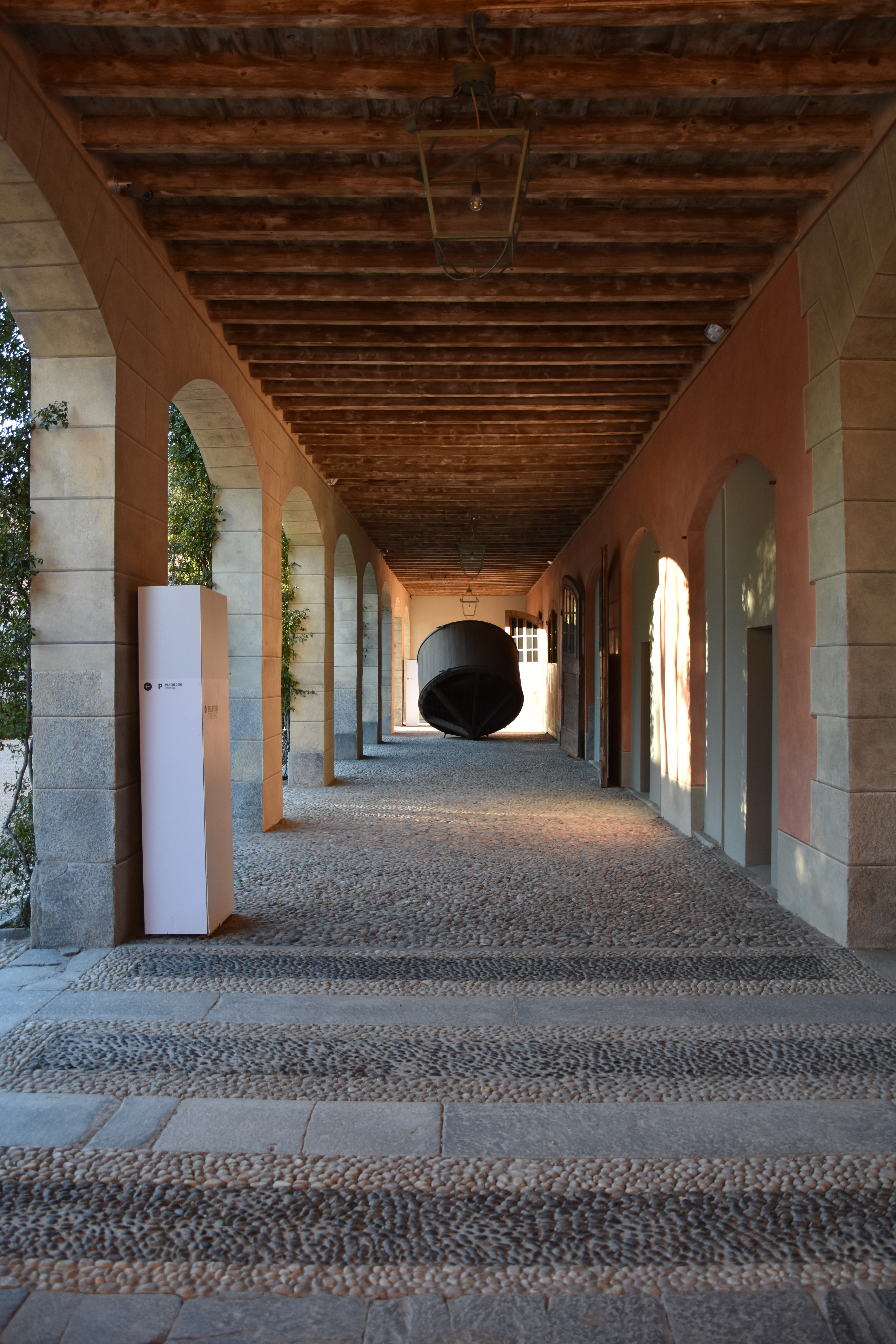
Le scuderie

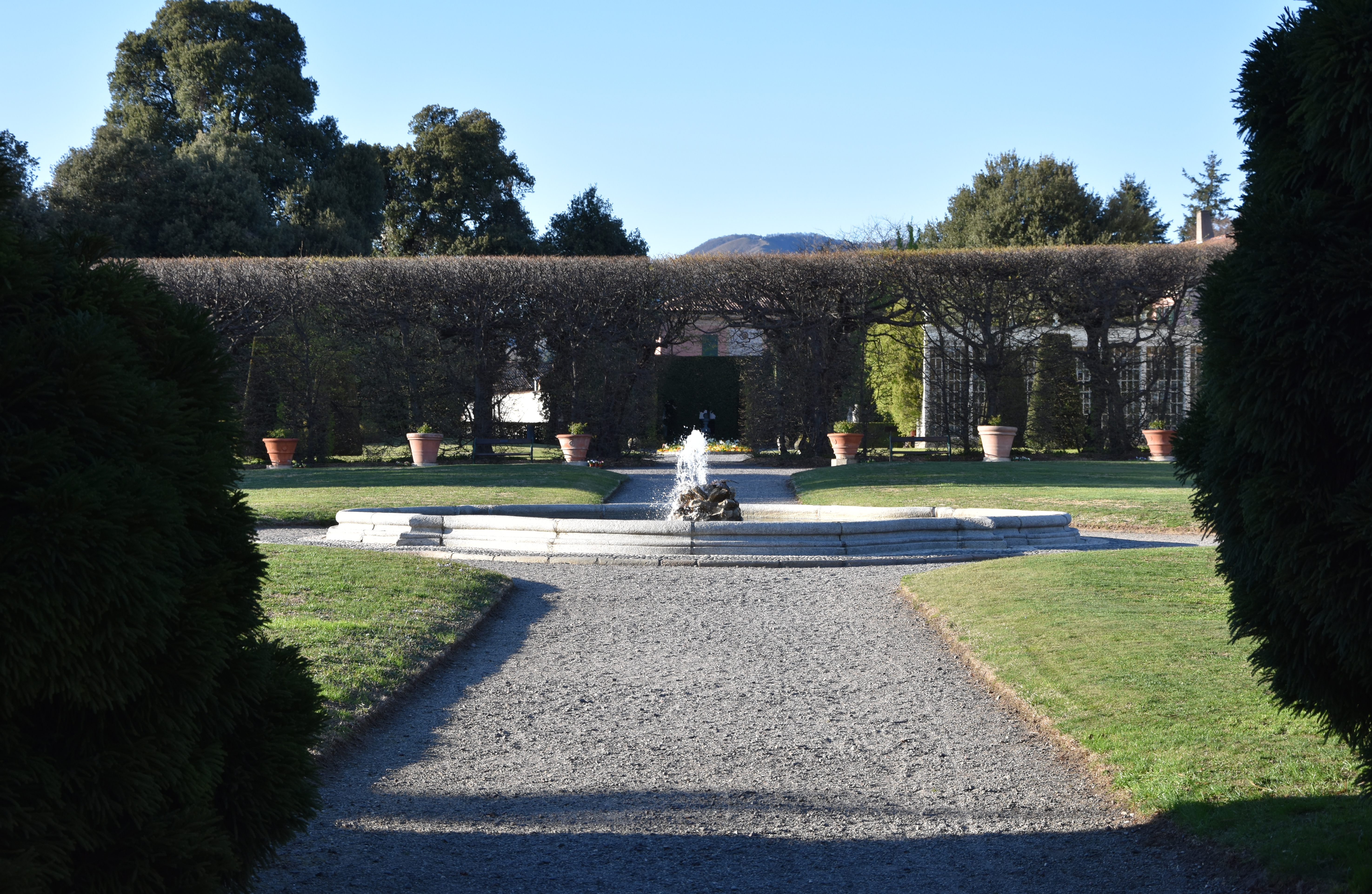
Scorcio del parco

Nella seconda metà del '700 il marchese Paolo Antonio Menafoglio acquistò dei terreni sul colle di Biumo Superiore, fece innalzare dei grandi muri perimetrali, che furono in seguito riempiti di terra, e sulla sopraelevata così ottenuta fece erigere la sua villa: un grande fabbricato a tre piani, a forma di U, situato in posizione panoramica e aperto verso un ampio giardino all'italiana (con elementi spontanei), quasi sospeso sopra la città di Varese, unito con un ponte all'altrettanto sontuoso parco confinante delle Ville Ponti.
I lavori, già ampiamente avviati nel 1755, si conclusero ben prima del 1766, anno in cui è documentato un ennesimo passaggio in villa da parte di Francesco III d'Este.
L'abitazione era stata essenzialmente concepita come una "villa di delizia", atta cioè non ad essere la residenza del proprietario, ma bensì un luogo dove organizzare ricevimenti ed eventi mondani. In effetti, lo spazio riservato alla servitù era molto ridotto.
La mala gestione delle finanze spinse i Menafoglio a cedere la villa, che nel 1788 fu acquistata da Benigno Rossi.
Nel 1823 la villa passò al patrizio milanese Pompeo Litta Visconti Arese, che a partire dal 1829 diede incarico all'architetto Luigi Canonica di ampliare il fabbricato, probabilmente in vista della sua elevazione al rango ducale (titolo che gli sarebbe stato conferito nel 1832 dall'imperatore d'Austria Francesco II).
I lavori si protrassero all'incirca tra il 1829 e il 1831. Canonica ricavò dai rustici le nuove scuderie e le rimesse per le carrozze, determinando un allargamento della piazza di fronte all'ingresso principale del fabbricato (oggi Piazza Litta). Egli disegnò, inoltre, un nuovo fabbricato a un solo piano, a pianta rettangolare resa ovale scantonando gli angoli per mezzo di colonne, destinato a ospitare la grande e sontuosa sala da pranzo, noto come "salone impero". All'architetto sono ascrivibili molti elementi della sala, inclusi la stufa, il disegno del pavimento, le console e tutti gli elementi di raccordo architettonico. In sostanza, Canonica trasformò la "villa di delizia" dei Menafoglio in una dimora signorile.
Durante la cosiddetta battaglia di Varese, combattuta presso Biumo il 26 maggio 1859, Villa Menafoglio fu temporaneamente adibita a ospedale.

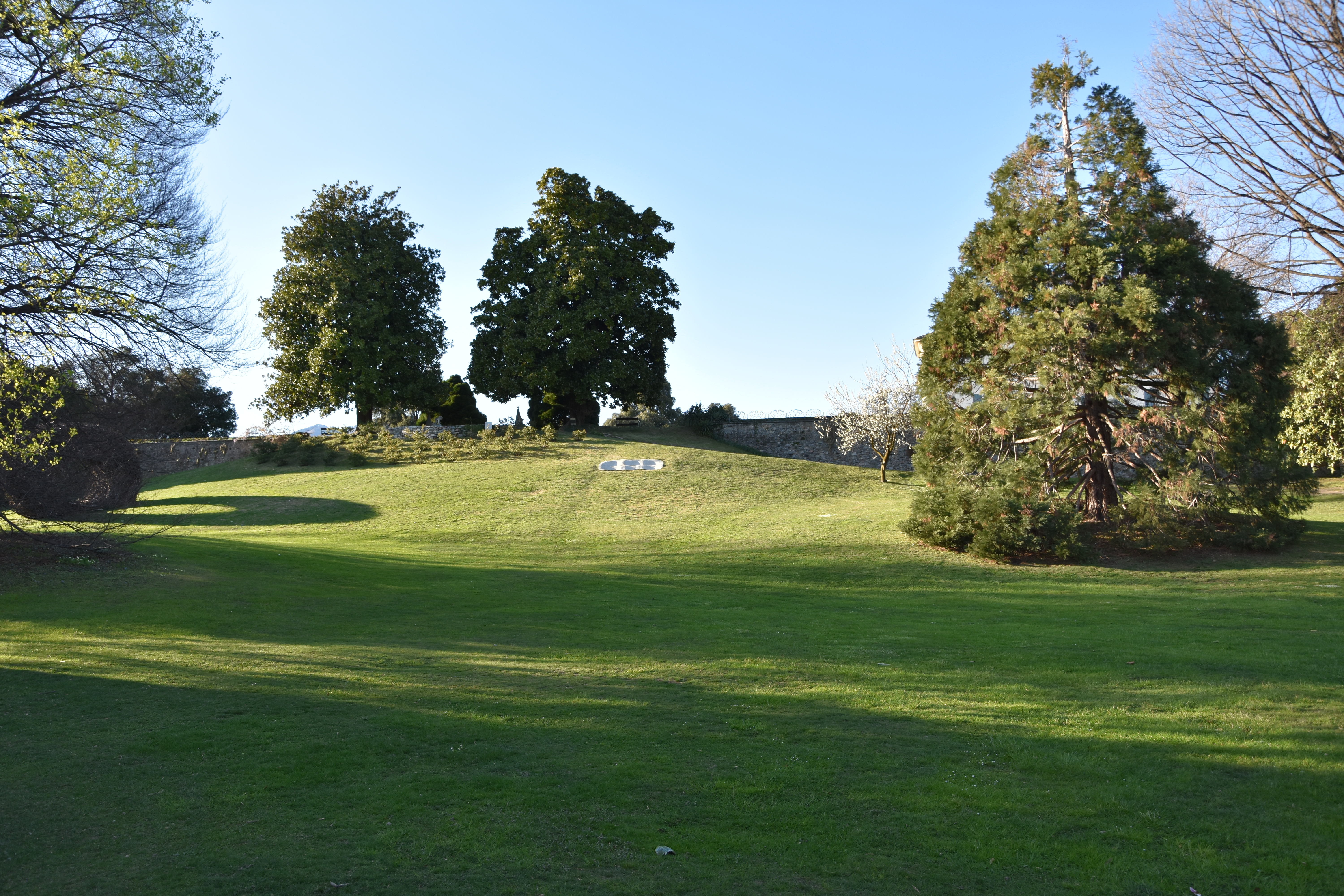
Il giardino all'inglese

Alla morte del duca Litta, la villa passò in eredità al figlio primogenito Antonio Litta Visconti Arese, morto nel 1866, il quale a sua volta ne concesse l'utilizzo alla moglie Isolina Prior, che nel 1876 rilevò interamente la proprietà. Alla scomparsa di colei, nel 1901, l'edificio andò in mano al nipote Henry David Prior (la villa in questo frangente fu quindi anche nota come Villa Prior). Nel 1935 la villa fu acquistata dal commerciante vinicolo Ernesto Panza, poi conte di Biumo, il cui figlio Giuseppe la cedette infine al Fondo Ambiente Italiano nel 1996, riservando per la famiglia solo un appartamento al secondo piano.

## Descrizione

### La villa
La villa si presenta con un impianto a "U" aperta verso occidente, con un porticato a tre archi a cingere il cortile lungo il lato aperto della "U" e a introdurre un giardino formale. Sopra al porticato, un camminamento panoramico collega i due bracci laterali della villa che si affacciano sul cortile.
Internamente, spiccano il salone neoclassico situato nel corpo di fabbrica sud-ovest e la sala Settecentesca adibita a cappella.

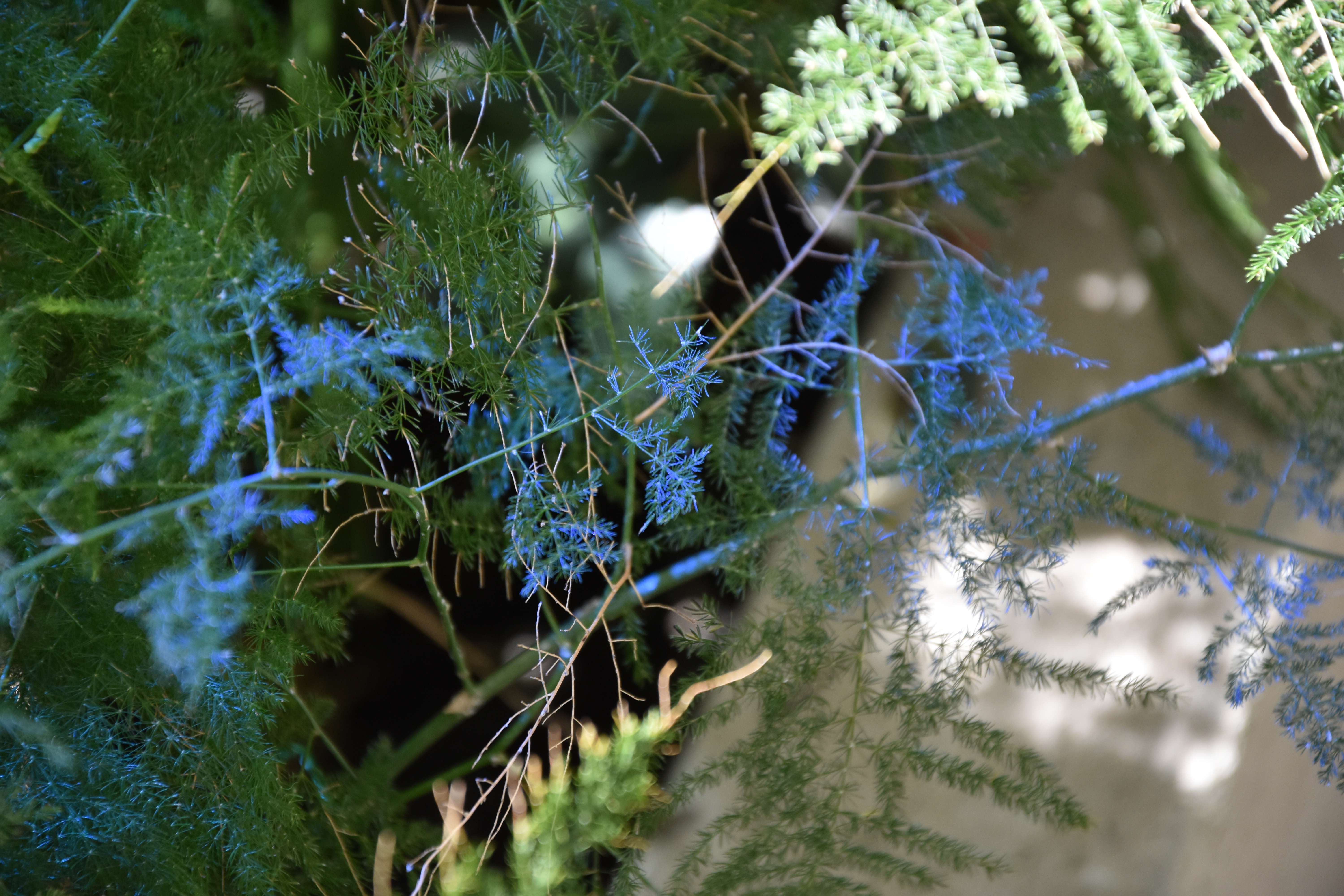
Giochi di luce sulle piante della serra create dall'opera Looking Outward di Sean Scully, realizzata con pannelli di vetro colorati

### Il parco

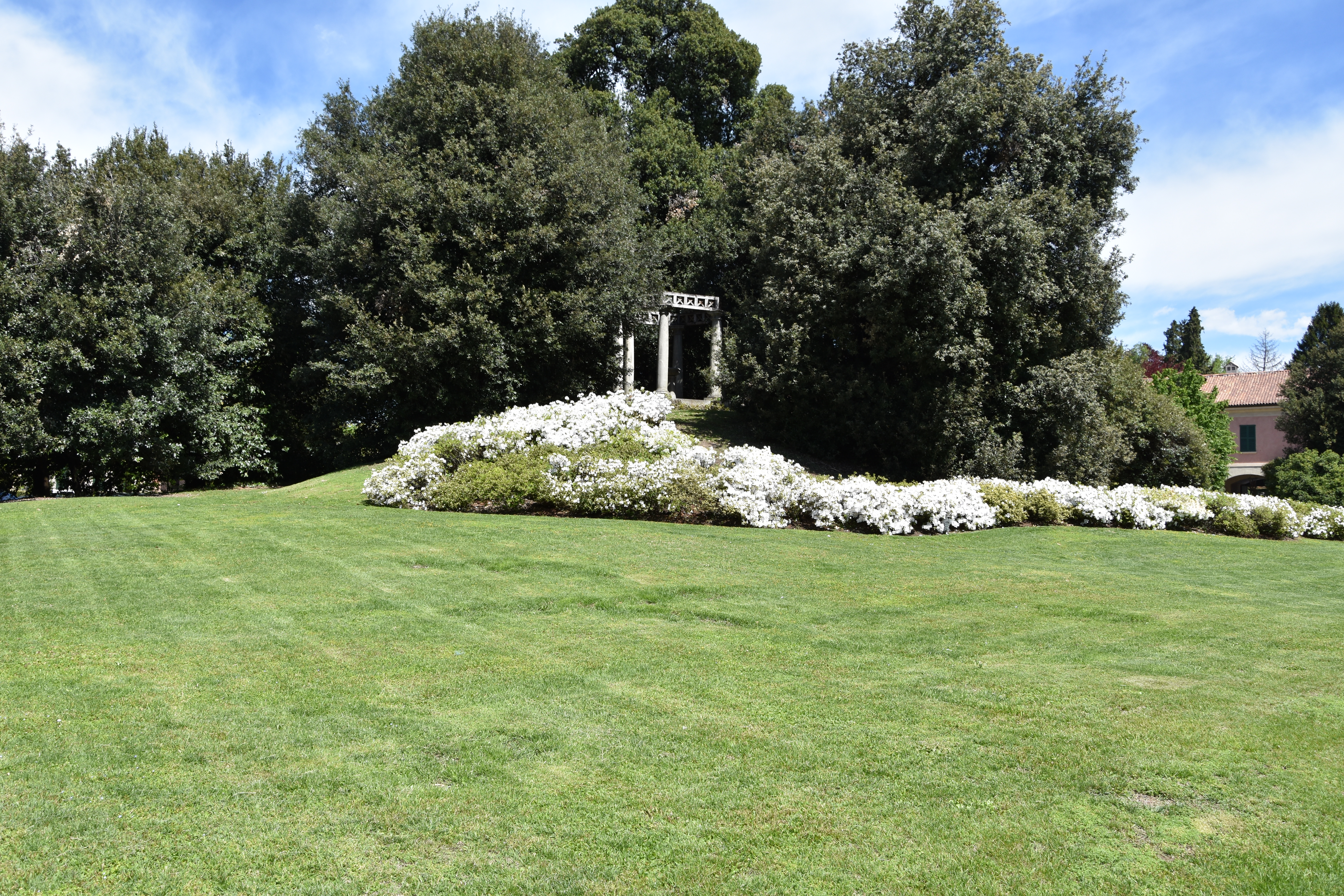
Il tempietto

La villa dispone di un parco che si estende per circa 33.000 metri quadri. I primi lavori della costruzione nel parco si devono ai primi proprietari, i Menafoglio, che fanno realizzare una serie di livellamenti del terreno per creare tre parterre alla francese: il primo posto lungo l'asse principale della corte d'onore, il secondo sul fianco della villa e il terzo posto a un livello inferiore rispetto ai primi due. I nuovi proprietari, i Litta, secondo il gusto dell'epoca in base ai principi del paesaggismo inglese, intervengono sull'aspetto originario e fanno piantumare le zone perimetrali del secondo e terzo parterre con alberi ad alto fusto. Infine il conte Ernesto Panza affida un nuovo intervento all'architetto Piero Portaluppi, che porta anche alla costruzione della serra e della collinetta con il tempietto.

### La collezione d'arte contemporanea

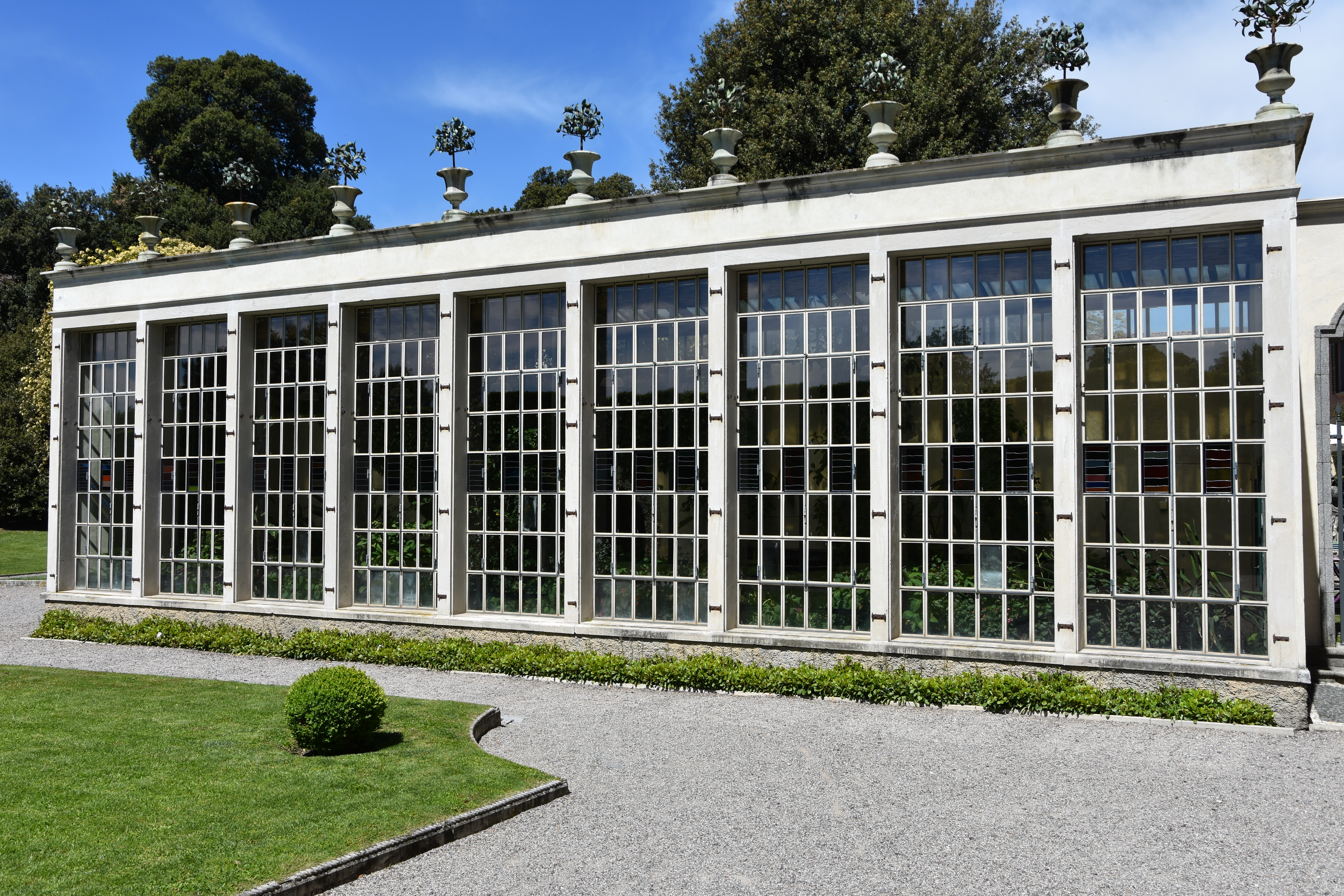
L'esterno della serra

Nel 1956 il nuovo proprietario della villa, il conte Giuseppe Panza di Biumo, appassionato di arte contemporanea (soprattutto statunitense), iniziò a raccogliere nella villa un'ampia collezione di questo tipo di arte. 
Nella villa "vera e propria" raccolse opere quali tele monocromatiche e sculture minimaliste, opera degli artisti Phil Sims, David Simpson, Ruth Ann Fredenthal, Max Cole, Maria Nordman, Martin Puryear, Ford Beckman, Ross Rudell, Alfonso Fratteggiani Bianchi, Ettore Spalletti, Lawrence Carroll, Stuart Arends, Allan Graham, Winston Roeth. In totale la dimora contiene cento opere di artisti contemporanei, armoniosamente accostate a preziosi arredi del XVI-XIX secolo ed esemplari di arte africana e precolombiana.
Oltre a creare la suddetta raccolta, il conte invitò celebri artisti suoi contemporanei a trasformare alcune stanze della villa (specie nell'area dei Rustici) in altrettante opere d'arte ambientale: a Villa Panza lavorarono quindi, tra gli altri, gli artisti Dan Flavin, James Turrell e Robert Irwin, che durante il loro soggiorno crearono varie installazioni site specific appositamente per i locali della villa.
Nel 1996 la villa entrò a far parte del patrimonio del Fondo Ambiente Italiano, a seguito della donazione dei proprietari Giuseppe e Rosa Giovanna Panza di Biumo, che si limitarono a mantenere il secondo piano come loro abitazione. Il FAI provvide ad effettuare i necessari restauri ed adeguamenti strutturali; nel 2001 la villa fu aperta al pubblico.

### Le mostre temporanee
Periodicamente il FAI organizza all'interno della villa mostre temporanee che vengono talvolta progettate e adattate al contesto architettonico e museale della villa.
- Robert Rauschenberg, Gluts, dal 14 ottobre 2010 al 27 febbraio 2011 in collaborazione con la Fondazione Solomon R. Guggenheim di New York, la Collezione Peggy Guggenheim di Venezia e il Robert Rauschenberg Estate di New York, L’esposizione è stata curata da Susan Davidson ha proposto una selezione di oltre 40 opere provenienti da istituzioni e collezioni private internazionali.
- Robert Irwin e James Turrell, Aisthesis. All'origine delle sensazioni, dal 27 novembre 2013 al 2 novembre 2014
- Robert Wilson, Tales, dal 4 novembre 2016 al 4 marzo 2018. Tra le installazioni della mostra una A house for Giuseppe Panza entra a far parte della collezione permanentemente della villa. L'opera è una struttura in legno che riproduce una casa in stile American shaker ed è un omaggio al collezionista varesino e alla sua passione per l'arte e la cultura americana. All'interno della casa una registrazione della voce dello stesso Robert Wilson recita ripetutamente alcuni versi di Rainer Maria Rilke.